# Свети Спас (Дубровник)
„Свети Спас“ (на хърватски: Crkva sv. Spasa) е римокатолически храм в стария град на Дубровник. Посветена е на светия спасител Исус Христос.

## Архитектура
Църквата е разположена непосредствено до францисканския манастир, веднага след западната порта (наречена Пила) на стария град. Строителството е започнато през 1520 г. по възложение от местния Сенат, като благодарност, че градът е пощаден от земетресението ударило Дубровник по това време. Монументалният надпис вграден над главния вход свидетелства точно за това събитие. Сградата е построена по проект на архитекта Петър Андрийч от Корчула. Завършена е през 1528 година.

## История
Корабът на църквата има готическо кръстосано оребрено засводяване. Страничните прозоречни отвори също са готически с характерните островърхи арки. Въпреки това, главната фасада с ренесансовите елементи на входа и трилистният полукръгъл завършек, както и полукръглата апсида разкриват ясно разпознаваема ренесансова концепция.
През 1667 г. отново силно земетресение сполетява Дубровник. Този път разрушенията са значителни. Църквата на светия Спасител обаче устоява непокътната на бедствието. Така запазена в оригиналния си вид до наши дни, сградата е чудесен пример за хармоничния ренесансов дух на града.